# ويليس إدواردز
ويليس إدواردز (بالإنجليزية: Willis Edwards)‏ (28 أبريل 1903 بديربيشاير في المملكة المتحدة - 27 سبتمبر 1988 بليدز في المملكة المتحدة) هو مدرب كرة قدم ولاعب كرة قدم بريطاني (وحمل سابقاً جنسية المملكة المتحدة لبريطانيا العظمى وأيرلندا) في مركز نصف الجناح. شارك مع منتخب إنجلترا لكرة القدم. أما مع النوادي، فقد لعب مع ليدز يونايتد ونادي تشيسترفيلد.

## مسيرته الكروية
لعب ويليس إدواردز خلال مسيرته الاحترافية مع ناديين في تسعة عشر موسمًا وسجل خلالها 22 هدفًا ضمن 489 مباراة. ولم يفز بأي موسم بالكأس أو بالدوري.
خاض ويليس إدواردز مسيرته مع نادي تشيسترفيلد في موسم 1922–23 واستمر معه طيلة ثلاثة مواسم، مشاركًا في 70 مباراة سجل خلالها هدفًا واحدًا. ثم انتقل إلى نادي ليدز يونايتد في موسم 1924–25 ليلعب معه ستة عشر موسمًا، حيث شارك في 419 مباراة سجل خلالها 21 هدفًا.

## وصلات خارجية
- ويليس إدواردز على موقع قاعدة بيانات كرة القدم.إي يو (الإنجليزية)
- ويليس إدواردز على موقع ناشيونال فوتبول تيمز (الإنجليزية)